# Zapasy na Letnich Igrzyskach Olimpijskich 1936 – kategoria do 87 kg w stylu klasycznym
Zmagania mężczyzn do 87 kg to jedna z siedmiu męskich konkurencji w zapasach w stylu klasycznym rozgrywanych podczas Letnich Igrzysk Olimpijskich 1936. Pojedynki w tej kategorii wagowej odbyły się w dniach 6 – 9 sierpnia.
Punktacja opierała się na systemie "złych punktów karnych". Zwycięzca otrzymywał zero punktów za wygraną przez "tusz" (łopatki), a jeden za zwycięstwo decyzją trzech sędziów. Za porażkę na punkty zawodnik otrzymywał trzy punkty. Przegranie walki przez łopatki lub decyzją jednogłośną trzech sędziów skutkowało dwoma punktami karnymi. Za porażkę 1-2 przyznawano 2 punkty. Uzyskanie pięciu lub więcej punktów eliminowało zapaśnika z turnieju. 

## Klasyfikacja[1]
| Pozycja | Nazwisko            | Kraj           |
| ------- | ------------------- | -------------- |
| 1       | Axel Cadier         | Szwecja        |
| 2       | Edvīns Bietags      | Łotwa          |
| 3       | Ago Neo             | Estonia        |
| 4       | Werner Seelenbinder | III Rzesza     |
| 5       | Umberto Silvestri   | Włochy         |
| 6       | Olaf Knudsen        | Norwegia       |
| 7       | Franz Foidl         | Austria        |
| 8       | Mustafa Avcioğlu    | Turcja         |
| 9       | Edvard Westerlund   | Finlandia      |
| 10      | František Mráček    | Czechosłowacja |
| 11      | Jean Houdry         | Francja        |
| 11      | Gyula Bóbis         | Węgry          |
| 11      | Georg Argast        | Szwajcaria     |

## Wyniki

### Pierwsza runda[2]
| Zwycięzca         | Punkty karne | Wynik        | Przegrany           | Punkty karne |
| ----------------- | ------------ | ------------ | ------------------- | ------------ |
| Axel Cadier       | 0            | Łopatki      | Edvard Westerlund   | 3            |
| Umberto Silvestri | 0            | Łopatki      | Jean Houdry         | 3            |
| Olaf Knudsen      | 0            | Łopatki      | František Mráček    | 3            |
| Mustafa Avcioğlu  | 1            | Decyzja, 3:0 | Gyula Bóbis         | 3            |
| Edvīns Bietags    | 0            | Łopatki      | Werner Seelenbinder | 3            |
| Franz Foidl       | 0            | Łopatki      | Georg Argast        | 3            |
| Ago Neo           | 0            | Bez walki    |                     |              |

### Druga runda[3]
| Zwycięzca           | Punkty karne | Wynik        | Przegrany        | Punkty karne |
| ------------------- | ------------ | ------------ | ---------------- | ------------ |
| Axel Cadier         | 1            | Decyzja, 3:0 | Ago Neo          | 3            |
| Edvard Westerlund   | 3            | Łopatki      | Jean Houdry      | 6            |
| Umberto Silvestri   | 0            | Łopatki      | Olaf Knudsen     | 3            |
| Mustafa Avcioğlu    | 2            | Decyzja, 2:1 | František Mráček | 5            |
| Edvīns Bietags      | 0            | Łopatki      | Gyula Bóbis      | 6            |
| Werner Seelenbinder | 3            | Łopatki      | Georg Argast     | 6            |
| Franz Foidl         | 0            | Bez walki    |                  |              |

### Trzecia runda[4]
| Zwycięzca           | Punkty karne | Wynik     | Przegrany         | Punkty karne |
| ------------------- | ------------ | --------- | ----------------- | ------------ |
| Ago Neo             | 3            | Łopatki   | Franz Foidl       | 3            |
| Axel Cadier         | 1            | Łopatki   | Umberto Silvestri | 3            |
| Olaf Knudsen        | 3            | Łopatki   | Edvard Westerlund | 6            |
| Edvīns Bietags      | 0            | Łopatki   | Mustafa Avcioğlu  | 5            |
| Werner Seelenbinder | 3            | Bez walki |                   |              |

### Czwarta runda[5]
| Zwycięzca           | Punkty karne | Wynik     | Przegrany         | Punkty karne |
| ------------------- | ------------ | --------- | ----------------- | ------------ |
| Werner Seelenbinder | 3            | Łopatki   | Franz Foidl       | 6            |
| Ago Neo             | 3            | Łopatki   | Umberto Silvestri | 6            |
| Axel Cadier         | 1            | Łopatki   | Olaf Knudsen      | 6            |
| Edvīns Bietags      | 0            | Bez walki |                   |              |

### Piąta runda[6]
| Zwycięzca      | Punkty karne | Wynik        | Przegrany           | Punkty karne |
| -------------- | ------------ | ------------ | ------------------- | ------------ |
| Edvīns Bietags | 1            | Decyzja, 2:1 | Ago Neo             | 5            |
| Axel Cadier    | 2            | 3:0          | Werner Seelenbinder | 6            |

### Szósta runda[7]
| Zwycięzca   | Punkty karne | Wynik | Przegrany      | Punkty karne |
| ----------- | ------------ | ----- | -------------- | ------------ |
| Axel Cadier | 3            | 3:0   | Edvīns Bietags | 4            |